# Pilea boehmerioides
Pilea boehmerioides är en nässelväxtart som beskrevs av Hugh Algernon Weddell. Pilea boehmerioides ingår i släktet pileor, och familjen nässelväxter. Inga underarter finns listade i Catalogue of Life.